# Plateau de Retord
Le plateau de Retord est un plateau de moyenne montagne de la région du Bugey et du Valromey dans le massif du Jura. Il se situe dans le département de l'Ain, en France.

## Géographie
L'altitude du plateau se situe à 1150 mètres en moyenne, dans la partie sud du Jura.
Il fait partie du Bugey, l'axe Nantua (nord-ouest), Valserhône (nord-est) en donne clairement la limite nord et surplombe, avec un relief plus élevé, la vallée du Rhône sur la partie est avec un point culminant au crêt du Nû.
Au sud, le plateau, dont une partie est appelée le Haut-Valromey, s'estompe à partir du Grand-Abergement et d'Hotonnes pour donner naissance au Valromey qui permet de rejoindre Belley, à l'ouest c'est une succession de marches décroissantes (nord-sud) qui, à partir de Brénod, amorce la descente sur la plaine de l'Ain.

## Historique
En juin 2018 trois spéléologues ont découvert les restes d'un bison préhistorique, mort entre 10 000 et 12 000 ans avant notre ère, dans une cavité souterraine  près du Crêt du Nû.
Le plateau du Retord a été un haut lieu des Maquis de l'Ain et du Haut-Jura avec à sa tête le Colonel Romans-Petit. 

## Économie

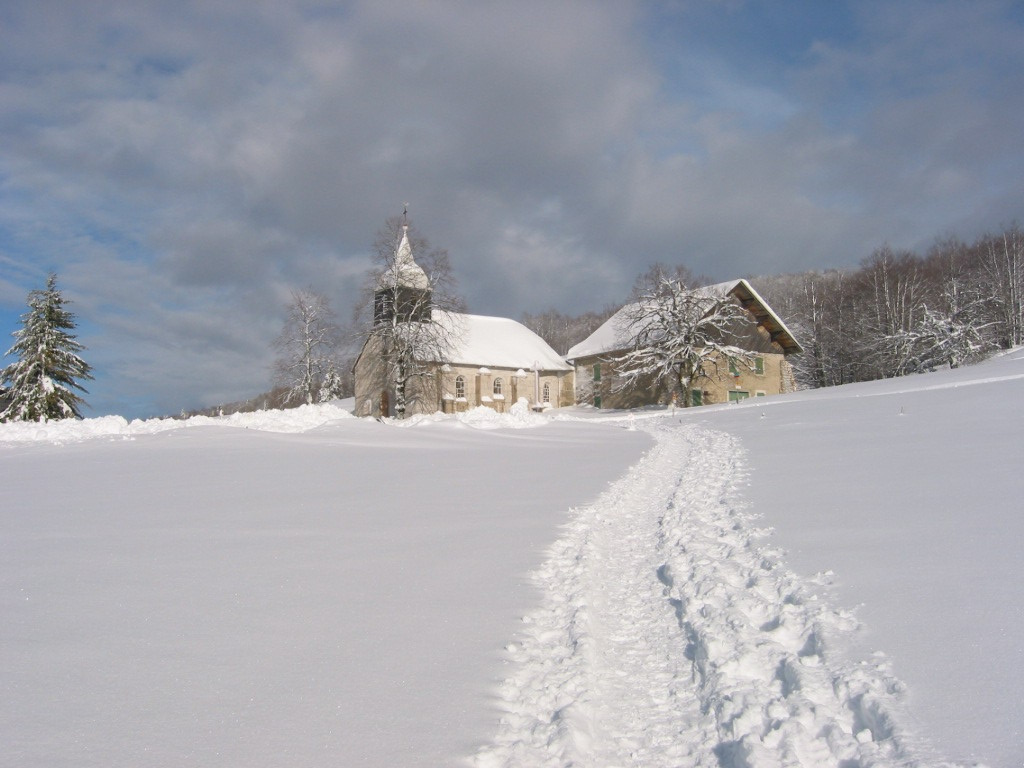
La chapelle de Retord.

Vaste espace de prairie et de forêt, le Plateau de Retord reste préservé de l'activité humaine. Il est classé Zone naturelle d'intérêt écologique, faunistique et floristique (ZNIEFF) de type 1.
On y pratique tous les sports d'hiver, en premier lieu le ski de fond comme la raquette sur l'ensemble du plateau (à Cuvéry, aux Plans d'Hotonnes et à Lachat), le ski alpin aux Plans d'Hotonnes et le chien de traineau (La Manche, Cuvéry, Plans d'Hotonnes). D'ailleurs, chaque année, depuis 31 ans, a lieu la Retordica au col de Cuvery qui fait partie des "spots" de cette discipline. Le reste de l'année, tous les sports de plein air sont pratiqués : randonnée pédestre et équestre, VTT.
Le plateau possède aux Plans d'Hotonnes un stade international de biathlon. Plusieurs championnes en sont originaires, notamment Corinne Niogret, championne olympique, et Sandrine Bailly, médaillée olympique et championne du monde. 
Le Syndicat Mixte du Plateau de Retord se charge de la gestion touristique du site.

## Culture
Delphine Arène "Âme et Chantre" du Retord a dédié de nombreux écrits à la beauté naturelle et sauvage du Plateau et notamment une réédition de 1974, Le Plateau de Retord, enchantement de la nature .
Le film de Luc Jacquet, Le Renard et l'enfant, (2007) y a été tourné en grande partie, ainsi que de nombreux plans du film de Jacques Perrin, Les Saisons (2016).

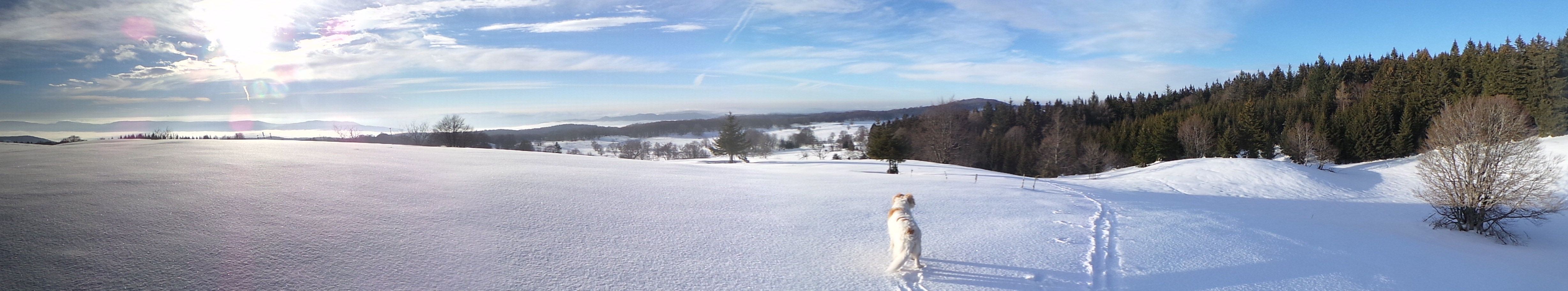
Vue panoramique du plateau sous la neige.